# Ga Isu
Ga Isu (Đại học Chongshin) (Tiếng Hàn: 이수(총신대입구)역, Hanja: 梨水(總神大入口)驛) và Ga Đại học Chongshin (Isu) (Tiếng Hàn: 총신대입구(이수)역, Hanja: 總神大入口(梨水)驛) là ga tàu điện ngầm nằm trên Tàu điện ngầm vùng thủ đô Seoul tuyến 4 và Tàu điện ngầm Seoul tuyến 7 trên biên giới Sadang-dong, Dongjak-gu và Bangbae-dong, Seocho-gu, Seoul, Hàn Quốc.
Mặc dù nó nằm trên ga tuyến 4 nó còn được gọi là Ga Đại học Chongshin, nó là một cái tên nhầm lẫn từ lúc tên của trường được thành lập cách ngọn đồi ở phía Tây một dặm, và nó gần nhà ga khác hơn, đặc biệt là Ga Namseong.

## Lịch sử
- 13 tháng 9 năm 1983: Tên ga được quyết định là Ga Isu [2]
- 18 tháng 10 năm 1985: Bắt đầu khai trương với việc mở Tàu điện ngầm Seoul tuyến 4 đoạn Đại học Hansung ~ Sadang [3]
- 24 tháng 10 năm 1985: Đổi thành Ga Đại học Chongshin [4]
- 1 tháng 8 năm 2000: Tuyến tàu điện ngầm Seoul số 7 mở cửa, tên nhà ga được trả lại cho ga Isu và nó trở thành một ga trung chuyển
- 1 tháng 2 năm 2001: Đổi tên ga trên Tuyến số 4 thành ga Đại học Chongshin (Isu)
- 1 tháng 2 năm 2019: Đổi tên ga trên Tuyến số 7 thành ga Isu (Đại học Chongshin)

## Bố trí ga

### Tuyến số 4 (B2F)
| Dongjak ↑ |
| \| N/B    |
| ↓ Sadang  |

| Hướng Bắc | ● Tuyến 4 | ← Hướng đi Ichon · Myeong-dong · Dongdaemun · Chang-dong · Jinjeop |
| Hướng Nam | ● Tuyến 4 | → Hướng đi Sadang · Gwacheon · Geumjeong · Ansan · Oido →          |

| Tuyến và hướng                    | Chuyển tuyến nhanh |
| --------------------------------- | ------------------ |
| Tuyến 4 (Hướng Jinjeop) → Tuyến 7 | 10-4               |
| Tuyến 4 (Hướng Oido) → Tuyến 7    | 1-1                |

### Tuyến số 7 (B4F)
| Naebang ↑  |
| \| N/B     |
| ↓ Namseong |

| Hướng Bắc | ● Tuyến 7 | ← Hướng đi Sangbong · Nowon · Dobongsan · Jangam |
| Hướng Nam | ● Tuyến 7 | → Hướng đi Boramae · Daerim · Onsu · Seongnam →  |

| Tuyến và hướng                     | Chuyển tuyến nhanh |
| ---------------------------------- | ------------------ |
| Tuyến 7 (Hướng Seongnam) → Tuyến 4 | 8-4                |
| Tuyến 7 (Hướng Jangam) → Tuyến 4   | 2-2                |

## Xung quanh nhà ga
Có các lối ra từ 1 đến 14, lối ra 9 được kết nối với E-Mart Metro Isu và lối ra 13 được kết nối với Cửa hàng Bách hóa Taepyeong.
Thông tin lối ra
- Tuyến 4: Lối ra 1, 2, 13, 14

| Lối ra \| 나가는 곳 \| Exit \| 出口 | Lối ra \| 나가는 곳 \| Exit \| 出口 |
| ----------------------------------- | --- |
| 1                                   | Hướng đi Dongjak, Banpo SsangYong Yega APT Hướng đi cầu Isu Trung tâm văn hóa Pulrip Chi nhánh Sadang Trường trung học cơ sở và trung học phổ thông nữ sinh Seomun Miju APT Hyundai APT |
| 2                                   | Trung tâm cộng đồng Bangbae 4-dong Trung tâm an ninh Bangbae 4 Trường tiểu học Bangbae Seoul |
| 13                                  | Dongjak-daero Trung tâm hiến máu ở ga Isu Trung tâm Phát triển nguồn nhân lực phụ nữ Dongjak |
| 14                                  | Trung tâm dịch vụ cộng đồng Sadang 2-dong Chợ Namseong Trung tâm hỗ trợ sức khỏe gia đình Dongjak-gu Trung tâm hỗ trợ gia đình văn hóa Dongjak-gu Trường trung học phổ thông Kyungmun Trường tiểu học Seoul Dongjak Trường trung học Dongjak Trường trung học cơ sở và phổ thông thông tin Sindong Trung tâm phúc lợi xã hội Dongjak |

- Tuyến 7: Lối ra 3 ~ 12

| Lối ra \| 나가는 곳 \| Exit \| 出口 | Lối ra \| 나가는 곳 \| Exit \| 出口 |
| ----------------------------------- | --- |
| 3                                   | Trường cấp 2 và cấp 3 nữ sinh Seomun |
| 4                                   | Trường tiểu học Bangbae |
| 5                                   | Trường trung học Isu |
| 6                                   | Đồn cảnh sát Seoul Bangbae Trung tâm dịch vụ cộng đồng Bangbae 2-dong Tổng công ty bảo hiểm y tế quốc gia Chi nhánh Bắc Seocho Trung tâm phúc lợi người cao tuổi Bangbae |
| 7                                   | Bưu điện Sadang-dong Trung tâm An ninh Sadang |
| 8                                   | Trường tiểu học Namsa |
| 9                                   | Trung tâm dịch vụ cộng đồng Sadang 1-dong Isujai APT |
| 10                                  | Công viên Samil Nhà văn hóa thanh niên Sadang Trường tiểu học Namseong Seoul Trường tiểu học Samil Seoul Trung tâm Phát triển nguồn nhân lực phụ nữ Dongjak              |
| 11                                  | Khu vực Namseong Trung tâm thanh thiếu niên Sadang |
| 12                                  | Khu vực Namseong Trung tâm hỗ trợ giáo dục Dongjak |

## Thay đổi hành khách
| Năm                                        | Số lượng hành khách (người) | Số lượng hành khách (người) | Tổng cộng | Ghi chú |  |  |  |
| ------------------------------------------ | --------------------------- | --------------------------- | --------- | ------- |  |  |  |
| Năm                                        | 1994                        | 70,842                      | Tổng cộng | Ghi chú |  |  |  |
| 1995                                       | 68,974                      |                             |           |         |  |  |  |
| 1996                                       | 65,678                      |                             |           |         |  |  |  |
| 1997                                       | 63,897                      |                             |           |         |  |  |  |
| 1998                                       | 62,701                      |                             |           |         |  |  |  |
| 1999                                       | —                           |                             |           |         |  |  |  |
| 2000                                       | 56,173                      | 19,104                      | 75,277    | [ 5 ]   |  |  |  |
| 2001                                       | 51,704                      | 23,718                      | 75,422    |         |  |  |  |
| 2002                                       | 51,382                      | 25,863                      | 77,245    |         |  |  |  |
| 2003                                       | 50,086                      | 26,189                      | 76,275    |         |  |  |  |
| 2004                                       | 51,400                      | 26,863                      | 78,263    |         |  |  |  |
| 2005                                       | 52,580                      | 27,942                      | 80,522    |         |  |  |  |
| 2006                                       | 53,441                      | 28,716                      | 82,157    |         |  |  |  |
| 2007                                       | 53,228                      | 29,219                      | 82,447    |         |  |  |  |
| 2008                                       | 53,123                      | 29,833                      | 82,956    |         |  |  |  |
| 2009                                       | 53,135                      | 29,693                      | 82,828    |         |  |  |  |
| 2010                                       | 51,136                      | 29,661                      | 80,797    |         |  |  |  |
| 2011                                       | 50,860                      | 31,388                      | 82,248    |         |  |  |  |
| 2012                                       | 50,033                      | 32,589                      | 82,622    |         |  |  |  |
| 2013                                       | 49,537                      | 33,943                      | 83,480    |         |  |  |  |
| 2014                                       | 49,024                      | 35,432                      | 84,456    |         |  |  |  |
| 2015                                       | 48,879                      | 34,688                      | 83,567    |         |  |  |  |
| 2016                                       | 48,008                      | 34,420                      | 82,428    |         |  |  |  |
| 2017                                       | 46,719                      | 33,744                      | 80,463    |         |  |  |  |
| 2018                                       | 46,127                      | 33,772                      | 79,899    |         |  |  |  |
| 2019                                       | 45,595                      | 34,062                      | 79,657    |         |  |  |  |
| 2020                                       | 33,618                      | 25,811                      | 59,429    |         |  |  |  |
| 2021                                       | 33,075                      | 25,780                      | 58,855    |         |  |  |  |
| 2022                                       | 35,730                      | 28,278                      | 64,008    |         |  |  |  |
| Nguồn                                      |                             |                             |           |         |  |  |  |
| : Phòng dữ liệu Tổng công ty Vận tải Seoul |                             |                             |           |         |  |  |  |

## Hình ảnh

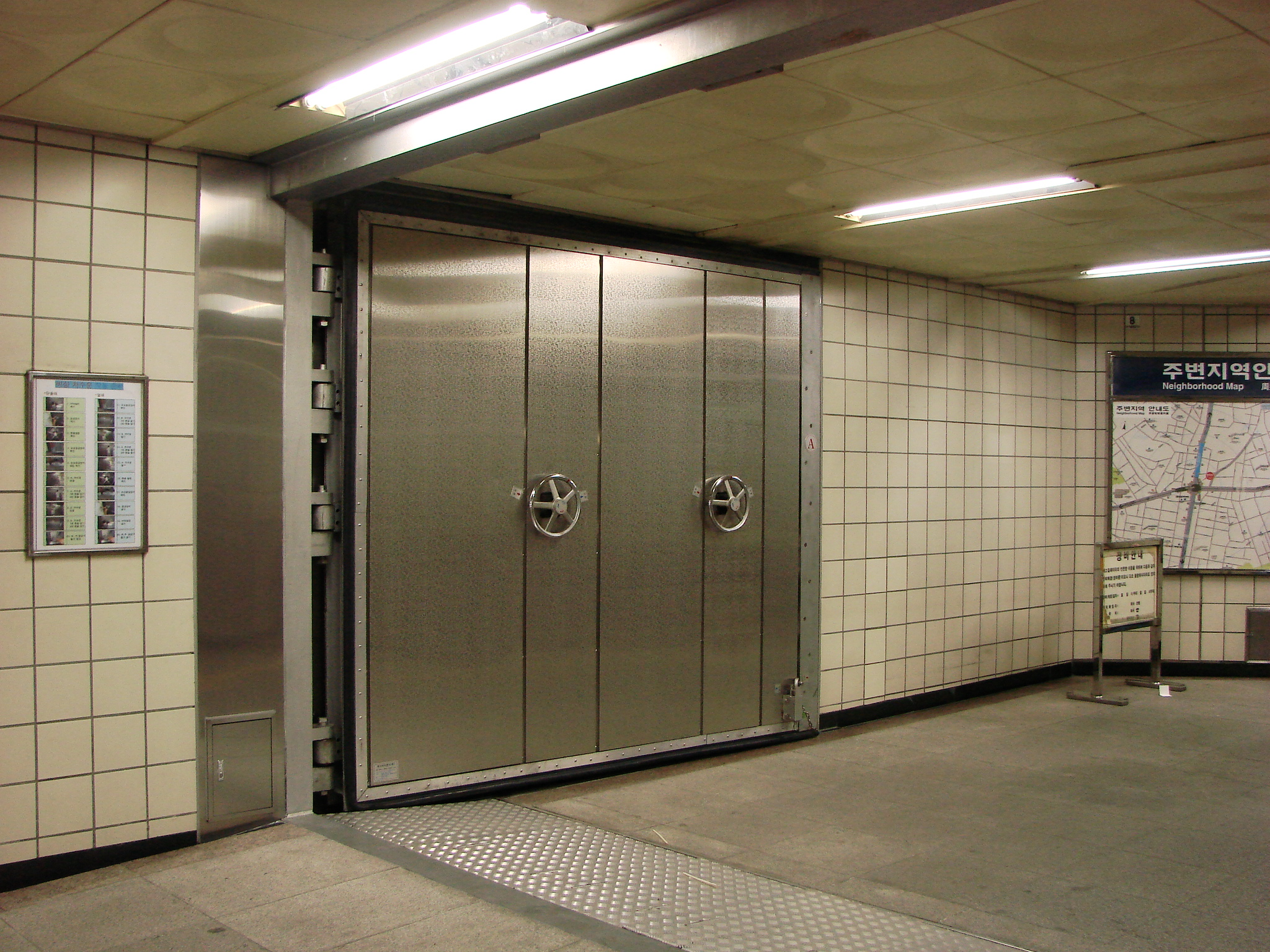
Tường chắn nước tại Lối ra 3. Tương tự cũng có tại Ga xe buýt tốc hành và Ga phức hợp kỹ thuật số Gasan.
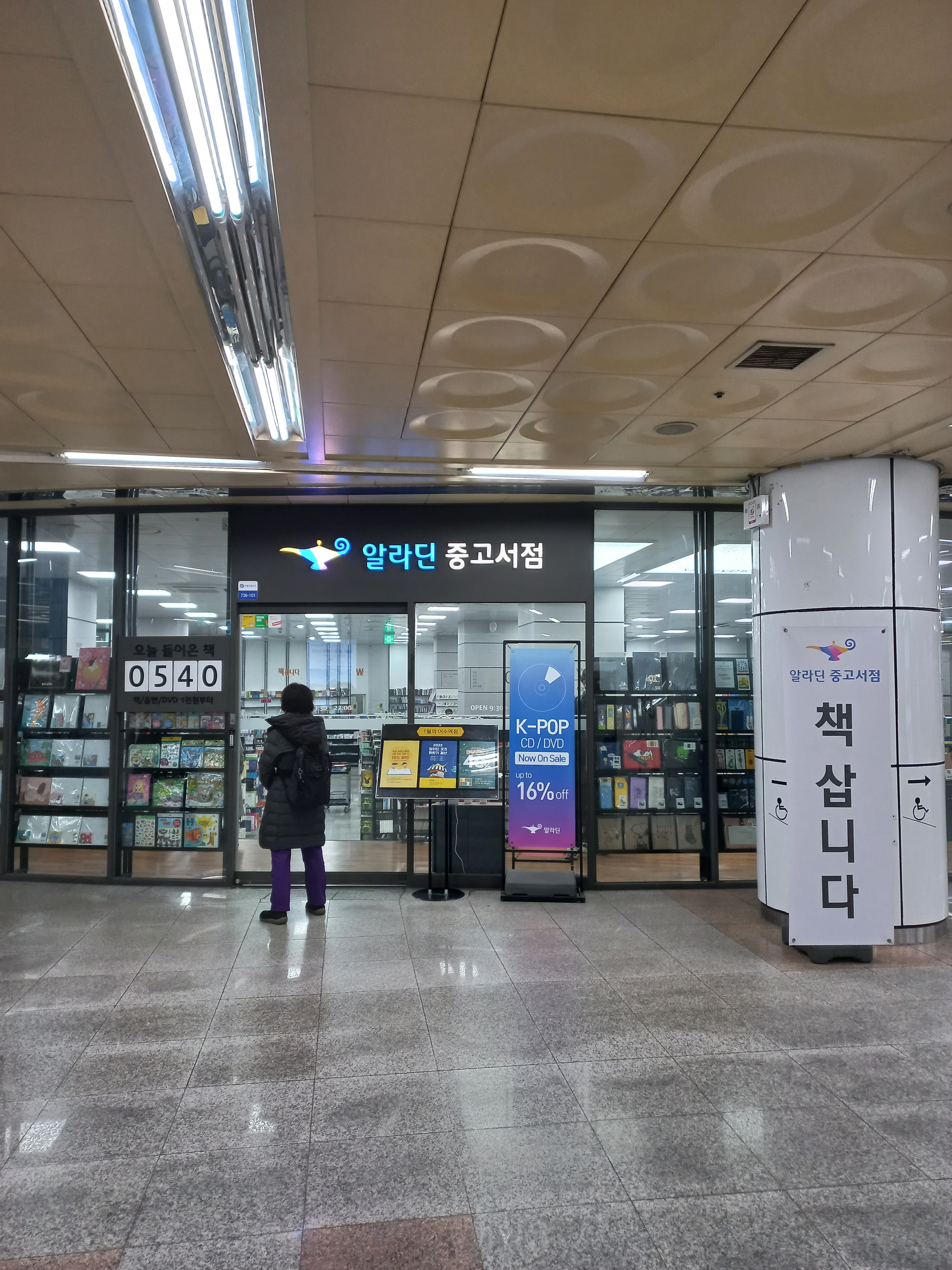
Nhà sách Aladdin cũ đã được mở từ năm 2020
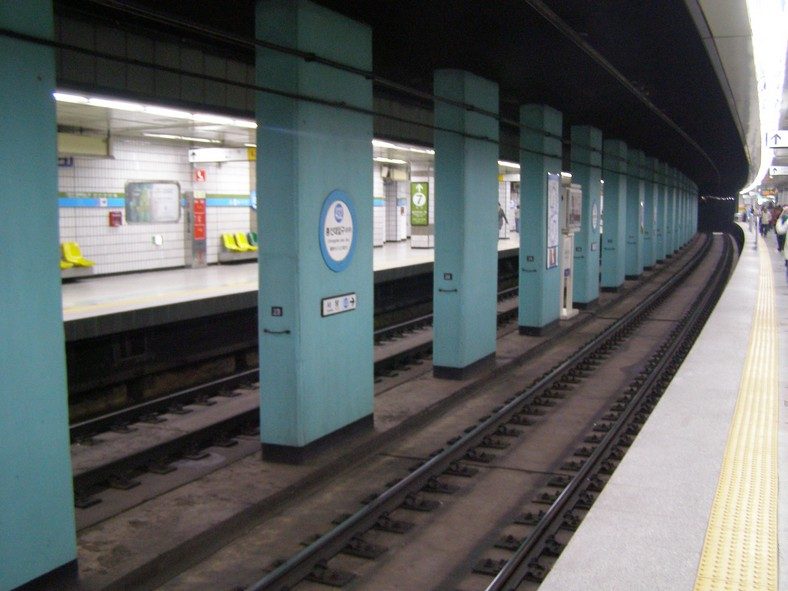
Sân ga Tuyến 4 (Trước khi lắp cửa chắn)
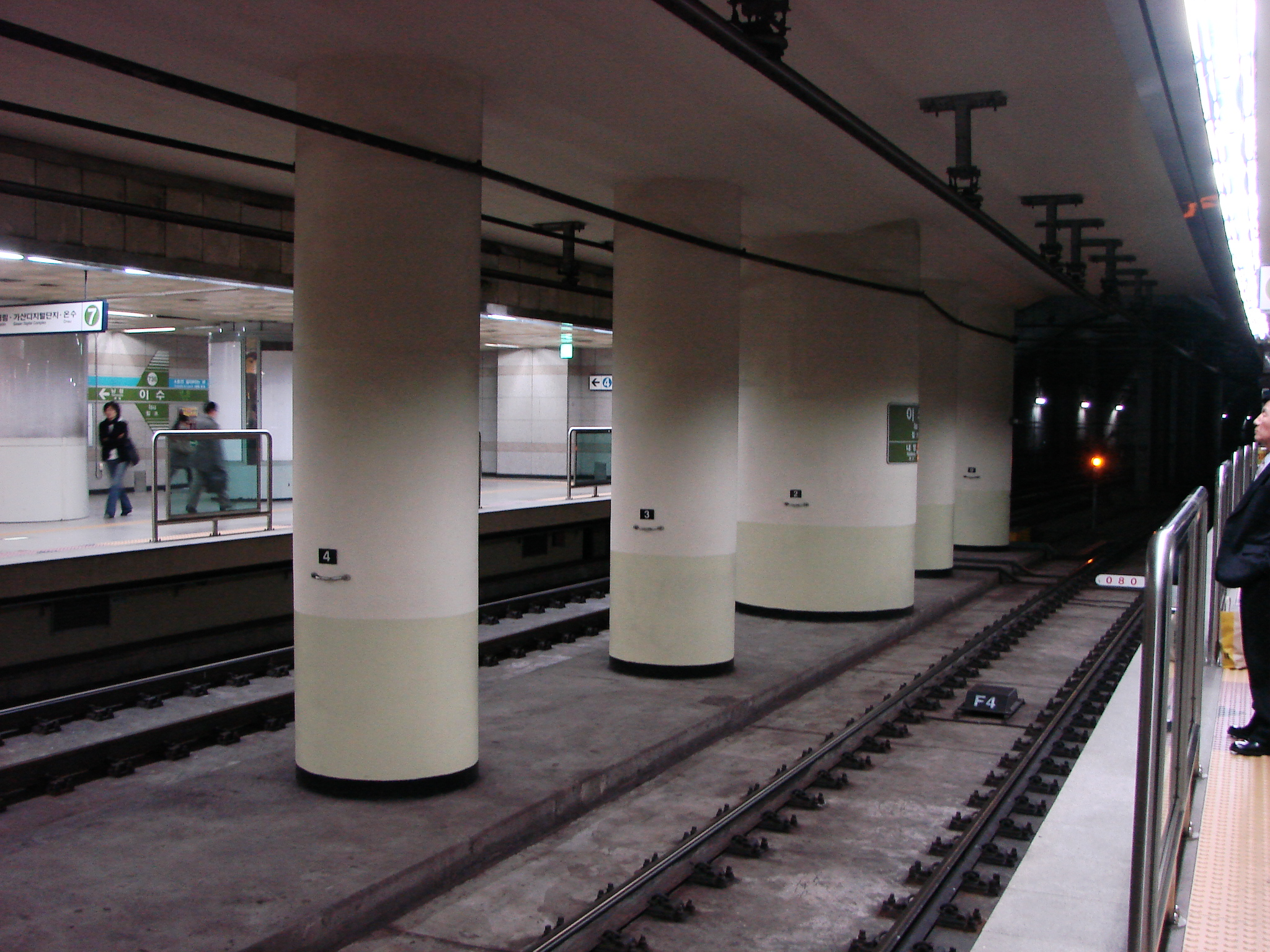
Sân ga Tuyến 7 (Trước khi lắp cửa chắn)
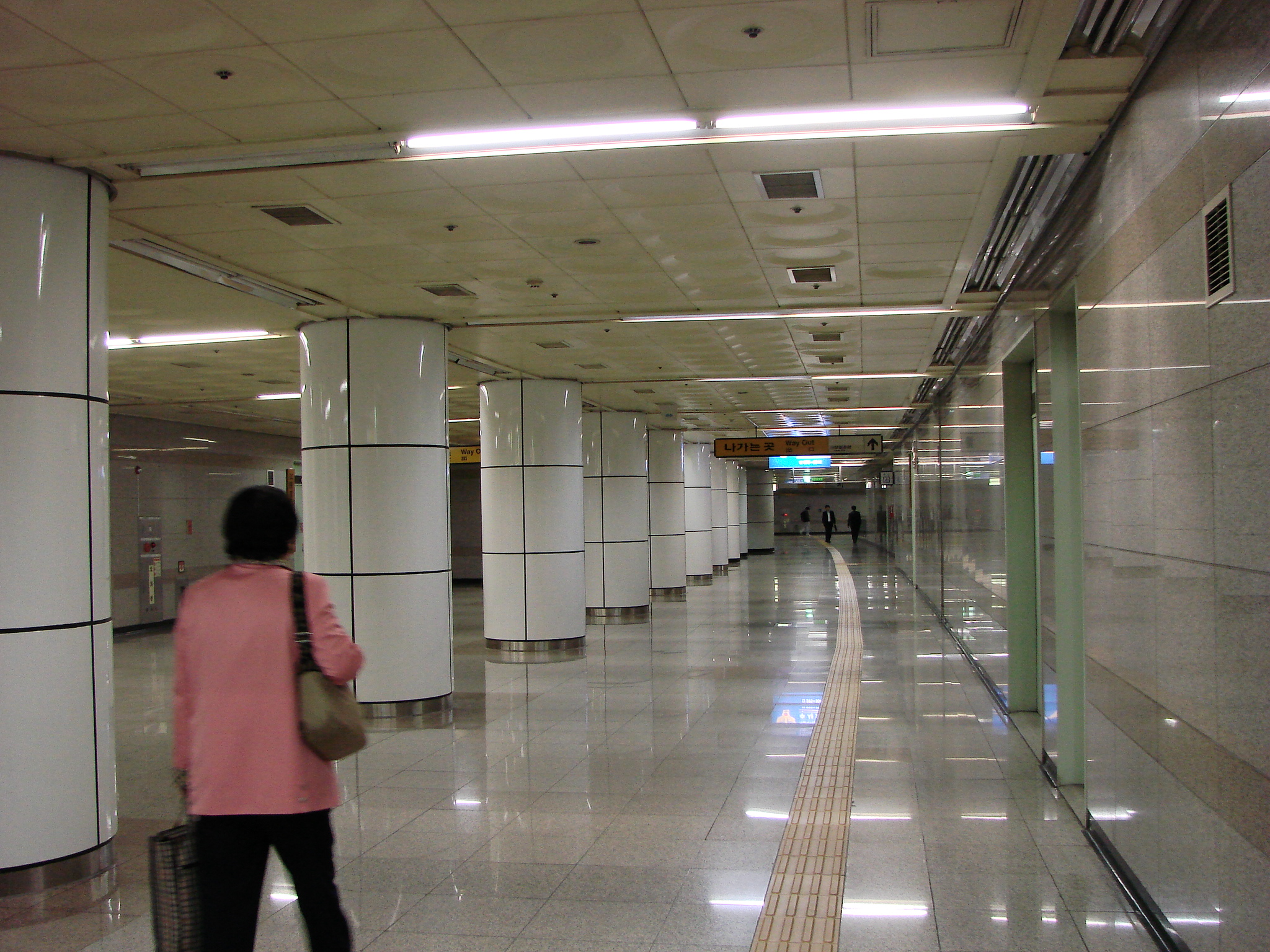
Lối đi
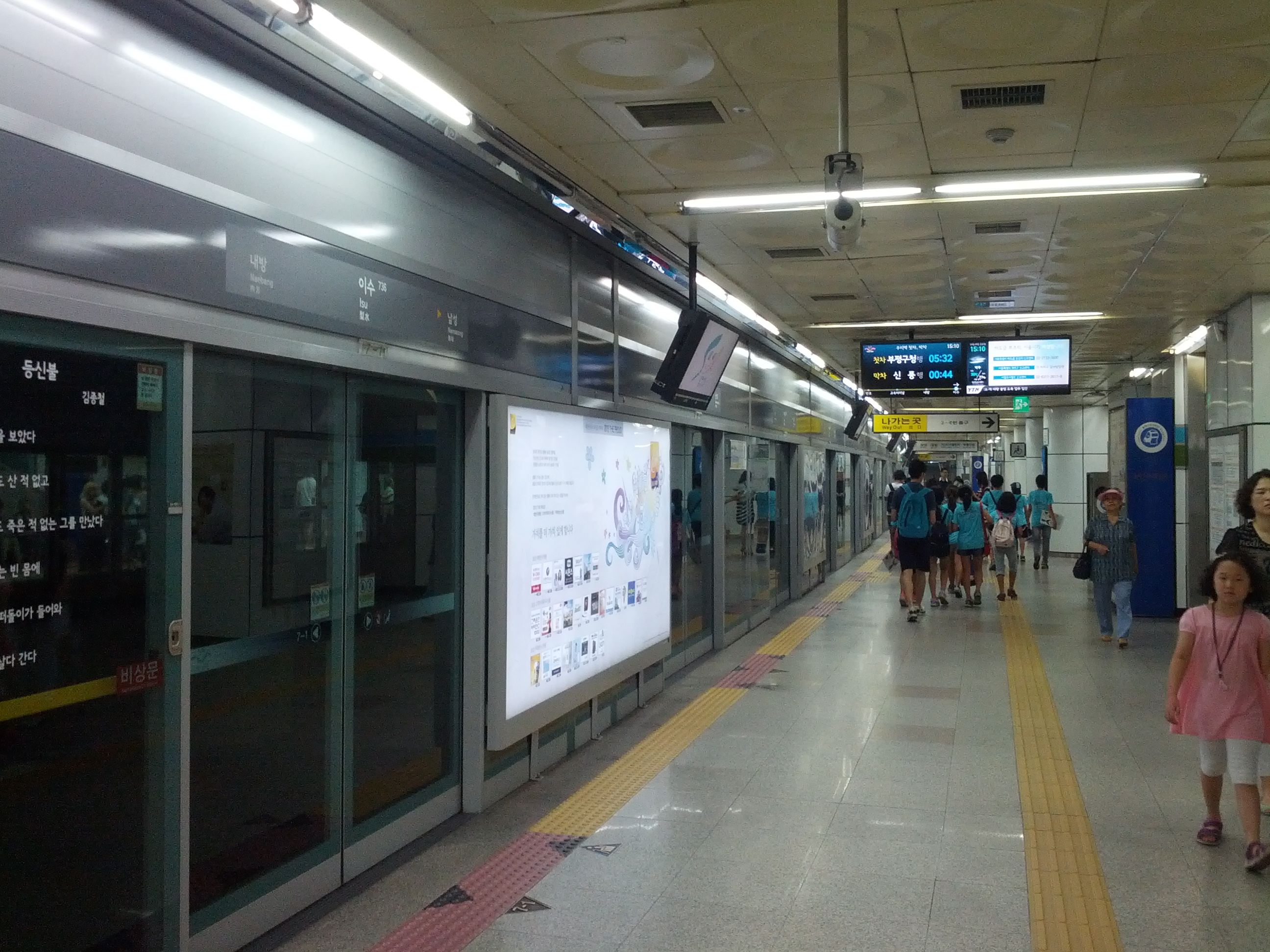
Sân ga Tuyến 4
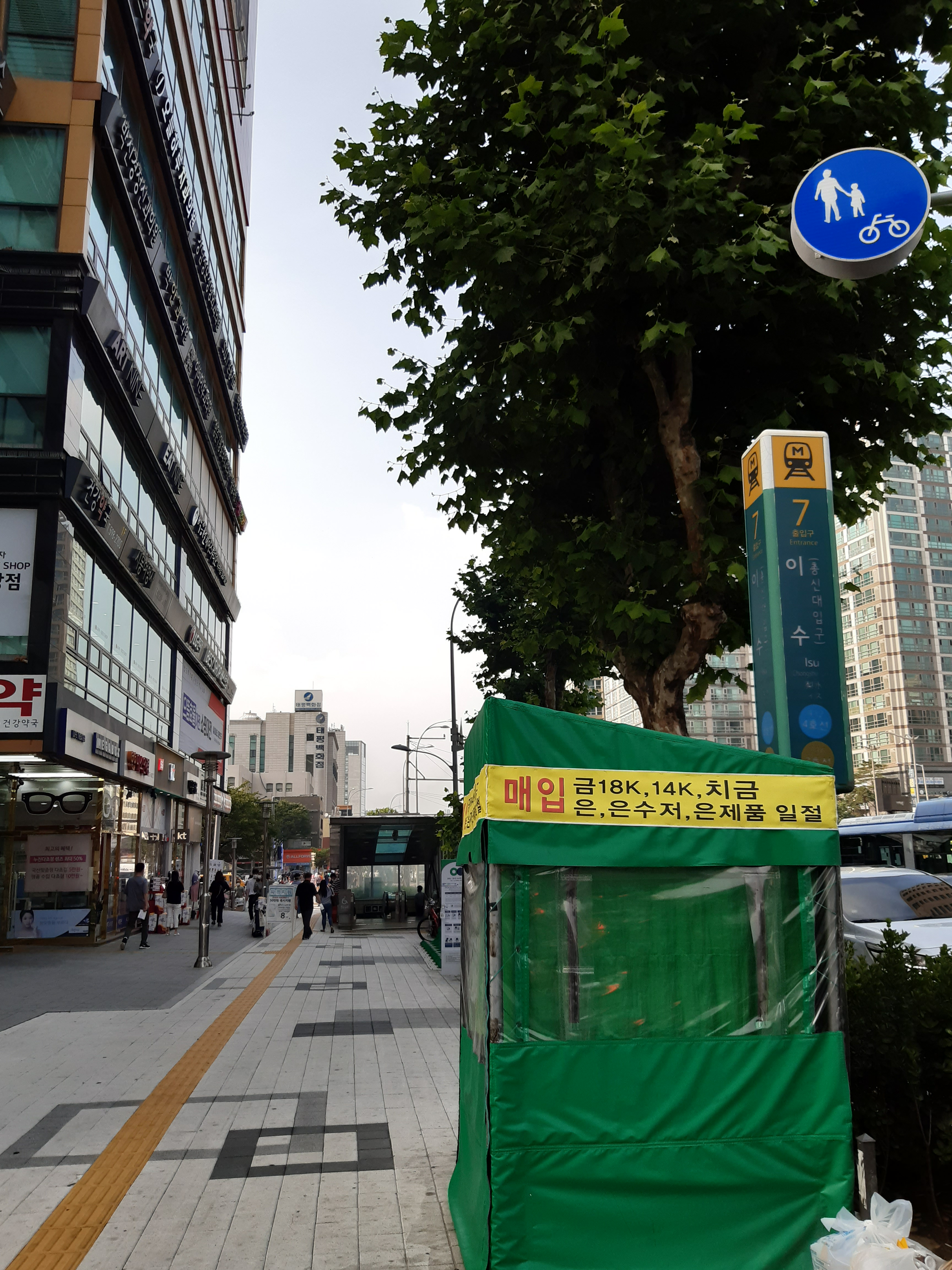
Lối vào 7
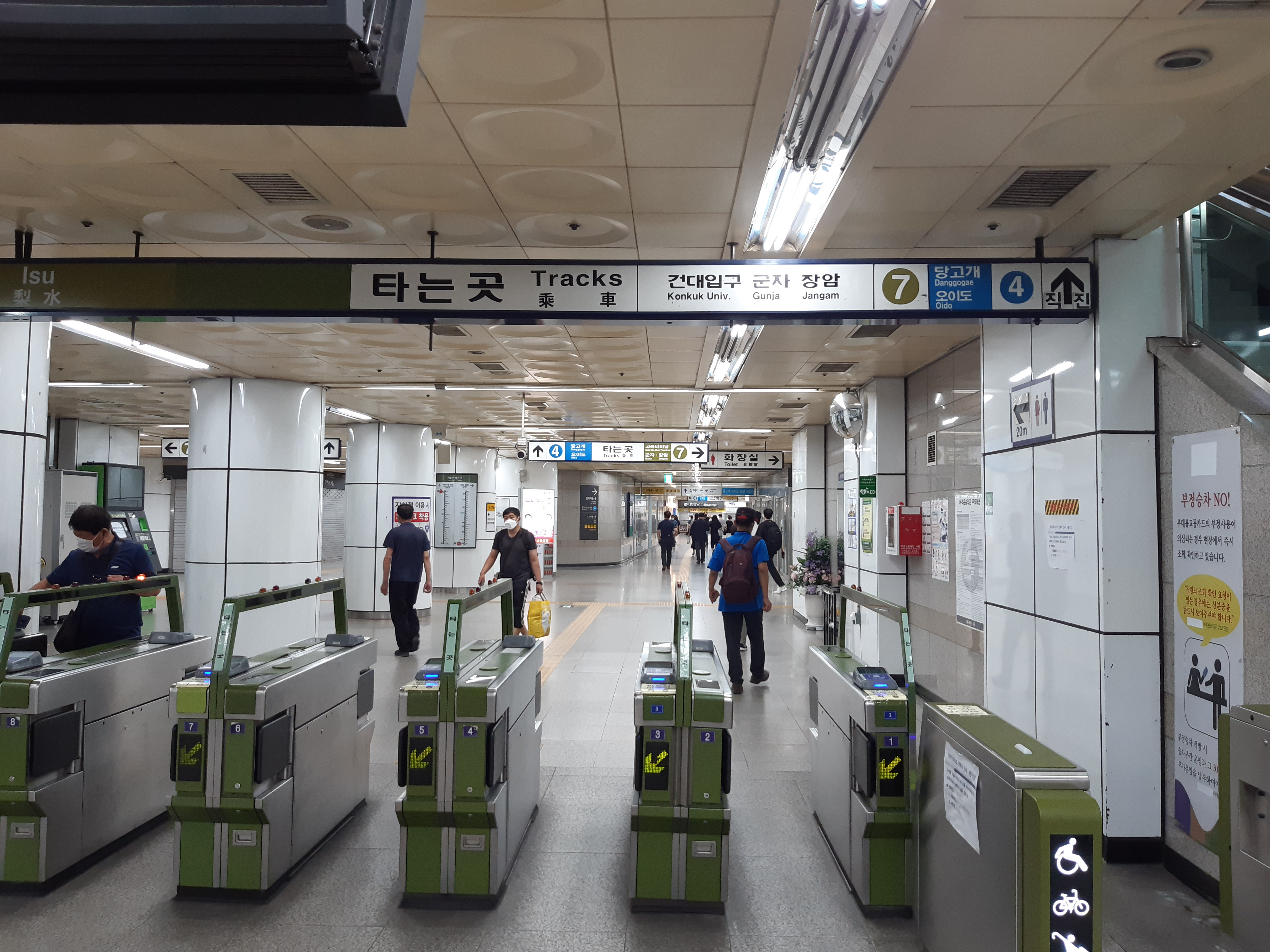
Cửa soát vé Ga Isu (Đại học Chongsin) Tuyến 7
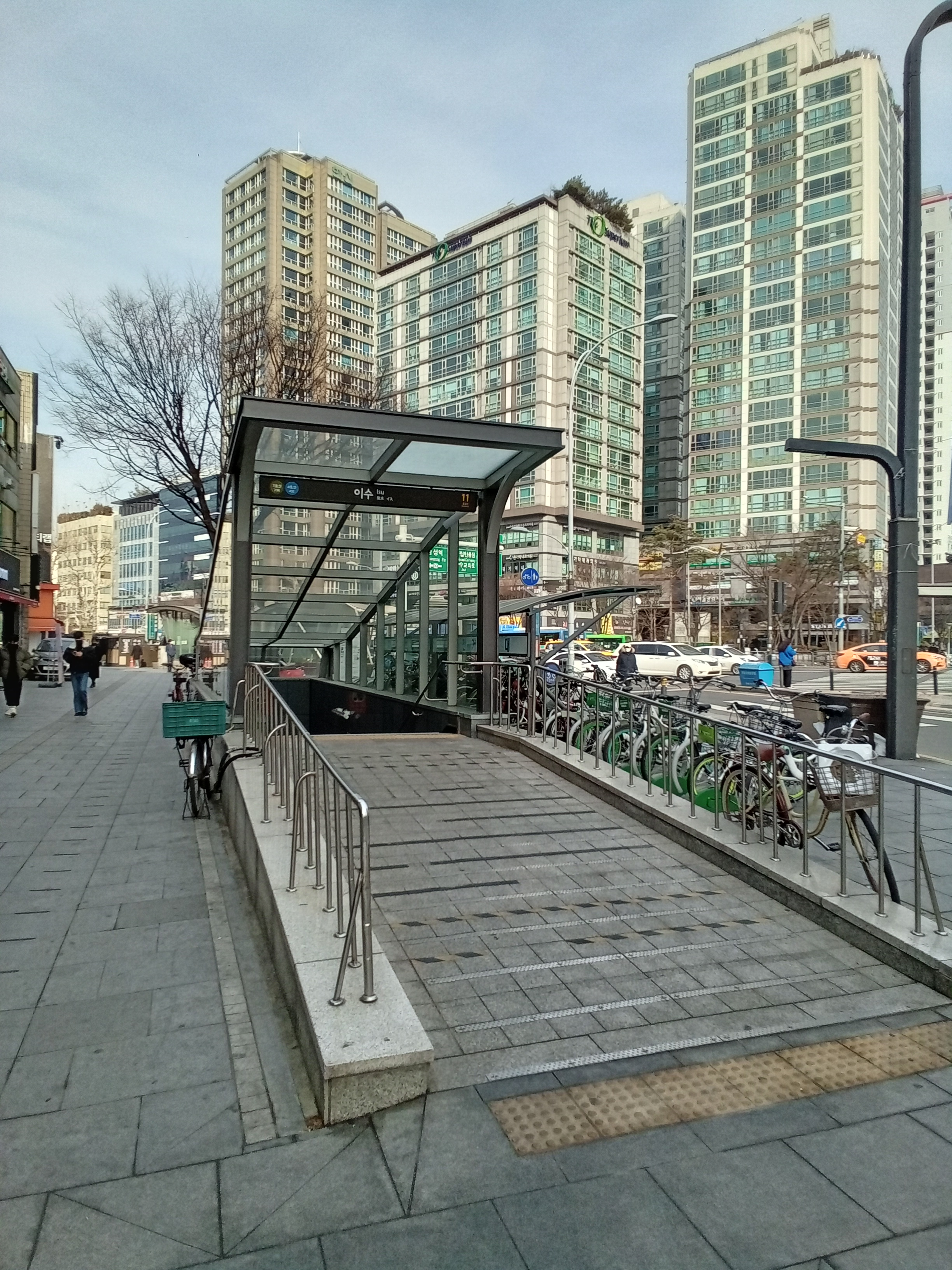
Lối vào 11